# E
E [eː] (fil) är den femte bokstaven och den andra vokalen i det moderna latinska alfabetet.

## Betydelser

### Versalt E
- Två olika programspråk, se Amiga E och E (programspråk).
- Symbol för talet 14 i det hexadecimala talsystemet.
- Beteckning för den fysikaliska storheten energi.
- Beteckning för den fysikaliska storheten elektromotorisk spänning.
- Beteckning för elasticitetsmodul.
- Beteckning för måttenhetsprefixet exa (1018).
- Beteckning för vitaminet Alfatokoferol, se Vitamin E
- E-nummer för livsmedelstillsatser.
- Begynnelsebokstav för numrering av Europavägar.
- Nationalitetsbeteckning för motorfordon från Spanien.
- Länsbokstav för Östergötlands län.
- Förkortning för enskild näringsidkare.
- Inom bibliotekens klassifikationssystem SAB    beteckning för uppfostran och undervisning, se SAB:E.
- E (lok), en typ av ånglok.
- I mobiltelefoner, förkortning för kommunikationstekniken EDGE, som egentligen kallas Enhanced Data Rates for GSM Evolution.
- Söndagsbokstav för normalår som börjar en onsdag
- Som förkortning för "gånger 10 upphöjt till" i matematisk programvara. Ex: "1,4E3=1400"
- Beteckning för tonen E.

### Gement e
- e (tal), ungefär 2,718281828.

## Historia
Till det latinska alfabetet kom bokstaven E från den grekiska bokstaven epsilon, som i sin tur härstammade från den feniciska bokstaven "he". Den ska ursprungligen ha föreställt en människa, som jublar ("hillul" på gammal semitiska) och sträcker upp sina armar i luften, men senare förknippades den i stället med ordet för "fönster" ("he").

## Datateknik
I datorer lagras E samt förkomponerade bokstäver med E som bas och vissa andra varianter av E med följande kodpunkter:
| Unicode | Gemen |                                                     | Unicode | Versal |                                                       | Används bl.a. i följande språk |
| ------- | ----- | --------------------------------------------------- | ------- | ------ | ----------------------------------------------------- | --- |
| U+0065  | e     | LATIN SMALL LETTER E                                | U+0045  | E      | LATIN CAPITAL LETTER E                                | de flesta där latinskt alfabet används |
| U+1D49  | ᵉ     | MODIFIER LETTER SMALL E                             |         |        |                                                       | |
| U+00E9  | é     | LATIN SMALL LETTER E WITH ACUTE                     | U+00C9  | É      | LATIN CAPITAL LETTER E WITH ACUTE                     | svenska, danska, norska, isländska, franska, pinyin, spanska, portugisiska, tjeckiska, slovakiska, ungerska, frisiska, iriska, italienska, kasjubiska, walesiska, luxemburgiska, occitanska, bretonska |
| U+00E8  | è     | LATIN SMALL LETTER E WITH GRAVE                     | U+00C8  | È      | LATIN CAPITAL LETTER E WITH GRAVE                     | norska, franska, italienska, pinyin, katalanska, occitanska, portugisiska, rätromanska |
| U+0115  | ĕ     | LATIN SMALL LETTER E WITH BREVE                     | U+0114  | Ĕ      | LATIN CAPITAL LETTER E WITH BREVE                     | |
| U+00EA  | ê     | LATIN SMALL LETTER E WITH CIRCUMFLEX                | U+00CA  | Ê      | LATIN CAPITAL LETTER E WITH CIRCUMFLEX                | norska, franska, portugisiska, frisiska, gagauziska, kurdiska, walesiska, rätromanska |
| U+1EBF  | ế     | LATIN SMALL LETTER E WITH CIRCUMFLEX AND ACUTE      | U+1EBE  | Ế      | LATIN CAPITAL LETTER E WITH CIRCUMFLEX AND ACUTE      | vietnamesiska |
| U+1EC1  | ề     | LATIN SMALL LETTER E WITH CIRCUMFLEX AND GRAVE      | U+1EC0  | Ề      | LATIN CAPITAL LETTER E WITH CIRCUMFLEX AND GRAVE      | vietnamesiska |
| U+1EC5  | ễ     | LATIN SMALL LETTER E WITH CIRCUMFLEX AND TILDE      | U+1EC4  | Ễ      | LATIN CAPITAL LETTER E WITH CIRCUMFLEX AND TILDE      | vietnamesiska |
| U+1EC3  | ể     | LATIN SMALL LETTER E WITH CIRCUMFLEX AND HOOK ABOVE | U+1EC2  | Ể      | LATIN CAPITAL LETTER E WITH CIRCUMFLEX AND HOOK ABOVE | vietnamesiska |
| U+011B  | ě     | LATIN SMALL LETTER E WITH CARON                     | U+011A  | Ě      | LATIN CAPITAL LETTER E WITH CARON                     | tjeckiska, pinyin, högsorbiska, lågsorbiska |
| U+00EB  | ë     | LATIN SMALL LETTER E WITH DIAERESIS                 | U+00CB  | Ë      | LATIN CAPITAL LETTER E WITH DIAERESIS                 | albanska, franska, luxemburgiska, nederländska, kasjubiska, walesiska, occitanska |
| U+1EBD  | ẽ     | LATIN SMALL LETTER E WITH TILDE                     | U+1EBC  | Ẽ      | LATIN CAPITAL LETTER E WITH TILDE                     | vietnamesiska |
| U+0117  | ė     | LATIN SMALL LETTER E WITH DOT ABOVE                 | U+0116  | Ė      | LATIN CAPITAL LETTER E WITH DOT ABOVE                 | litauiska |
| U+0229  | ȩ     | LATIN SMALL LETTER E WITH CEDILLA                   | U+0228  | Ȩ      | LATIN CAPITAL LETTER E WITH CEDILLA                   | |
| U+1E1D  | ḝ     | LATIN SMALL LETTER E WITH CEDILLA AND BREVE         | U+1E1C  | Ḝ      | LATIN CAPITAL LETTER E WITH CEDILLA AND BREVE         | |
| U+0119  | ę     | LATIN SMALL LETTER E WITH OGONEK                    | U+0118  | Ę      | LATIN CAPITAL LETTER E WITH OGONEK                    | litauiska, polska, älvdalska |
| U+0113  | ē     | LATIN SMALL LETTER E WITH MACRON                    | U+0112  | Ē      | LATIN CAPITAL LETTER E WITH MACRON                    | lettiska, pinyin, liviska |
| U+1E17  | ḗ     | LATIN SMALL LETTER E WITH MACRON AND ACUTE          | U+1E16  | Ḗ      | LATIN CAPITAL LETTER E WITH MACRON AND ACUTE          | |
| U+1E15  | ḕ     | LATIN SMALL LETTER E WITH MACRON AND GRAVE          | U+1E14  | Ḕ      | LATIN CAPITAL LETTER E WITH MACRON AND GRAVE          | |
| U+1EBB  | ẻ     | LATIN SMALL LETTER E WITH HOOK ABOVE                | U+1EBA  | Ẻ      | LATIN CAPITAL LETTER E WITH HOOK ABOVE                | vietnamesiska |
| U+0205  | ȅ     | LATIN SMALL LETTER E WITH DOUBLE GRAVE              | U+0204  | Ȅ      | LATIN CAPITAL LETTER E WITH DOUBLE GRAVE              | slovenska, kroatiska |
| U+0207  | ȇ     | LATIN SMALL LETTER E WITH INVERTED BREVE            | U+0206  | Ȇ      | LATIN CAPITAL LETTER E WITH INVERTED BREVE            | slovenska, kroatiska |
| U+1EB9  | ẹ     | LATIN SMALL LETTER E WITH DOT BELOW                 | U+1EB8  | Ẹ      | LATIN CAPITAL LETTER E WITH DOT BELOW                 | vietnamesiska |
| U+1EC7  | ệ     | LATIN SMALL LETTER E WITH CIRCUMFLEX AND DOT BELOW  | U+1EC6  | Ệ      | LATIN CAPITAL LETTER E WITH CIRCUMFLEX AND DOT BELOW  | vietnamesiska |
| U+1E19  | ḙ     | LATIN SMALL LETTER E WITH CIRCUMFLEX BELOW          | U+1E18  | Ḙ      | LATIN CAPITAL LETTER E WITH CIRCUMFLEX BELOW          | |
| U+1E1B  | ḛ     | LATIN SMALL LETTER E WITH TILDE BELOW               | U+1E1A  | Ḛ      | LATIN CAPITAL LETTER E WITH TILDE BELOW               | |
| U+0259  | ə     | LATIN SMALL LETTER SCHWA                            | U+018F  | Ə      | LATIN CAPITAL LETTER SCHWA                            | azerbajdzjanska |
| U+0026  | &     | AMPERSAND                                           |         |        |                                                       | symbol, et-tecken |
| U+20AC  | €     | EURO SIGN                                           |         |        |                                                       | valutasymbol, euro |

I ASCII-baserade kodningar lagras E med värdet 0x45 (hexadecimalt), e med värdet 0x65 (hexadecimalt) och & med värdet 0x26 (hexadecimalt).
I EBCDIC-baserade kodningar lagras E med värdet 0xC5 (hexadecimalt), e med värdet 0x85 (hexadecimalt) och & med värdet 0x50 (hexadecimalt).
Övriga varianter av E lagras med olika värden beroende på vilken kodning som används, om de alls kan representeras.